# Cristina Pato
Cristina Pato (née le 17 août 1980 à Ourense (Galice, Espagne)) est une sonneuse de gaita, cornemuse galicienne et pianiste espagnole.

## Biographie
Le père de Christina Pato est accordéoniste et d'une famille d'accordéonistes . Elle a commencé à apprendre à jouer de la cornemuse dans sa famille à l'âge de quatre ans. À six ans elle est entrée au conservatoire d'Ourense pour apprendre le piano, études qu'elle a continuées à La Corogne et à Barcelone. Ensuite elle a poursuivi des études supérieures pour le piano au Mason Gross School of the Arts de l'université Rutgers du New Jersey aux États-Unis . En mai 2008 elle y a obtenu le titre de Doctor of Musical Arts  (D.M.A.) dans la spécialité « Collaborative Piano » .
Dans l'entretien qu'elle a accordé au journal électronique elmundo.es Cristina Pato dit « avoir besoin » de la cornemuse et du piano, mais que c'est avec le piano qu'elle fait une carrière.

## La sonneuse de cornemuse populaire

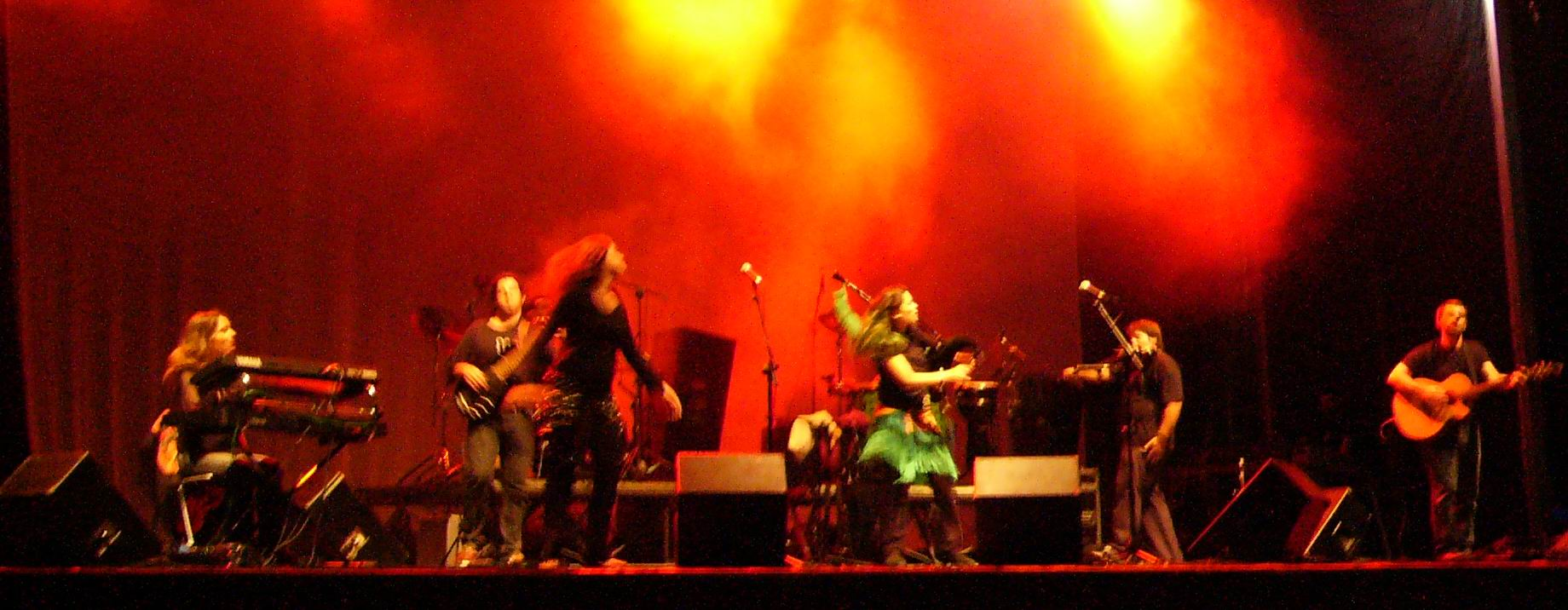
Cristina Pato en concert en 2006 (sonneuse de cornemuse en jupe verte)

Elle a commencé avec un enregistrement de disque en direct du groupe galicien Mutenrohi en 1997, Has Bailar. Sa collaboration avec ce groupe est constante, le groupe est aussi originaire de Orense en Galice.
À l'âge de 18 ans, sortit son premier disque de sonneuse de  cornemuse en Espagne. Le titre était Tolemia (1999). Cristina participa ensuite à une Fin du Millénaire spécial qui fut retransmise par plusieurs télévisions nationales dans le monde (TVE, BBC, CNN, entre autres) et participa aux tournées avec des groupes comme The Chieftains et Cherish the Ladies.
À 20 ans, elle a sorti son second disque (2001) nommé Xilento (terme issue d'un dialecte d'Orense qui signifie affamé et qui est passé dans le jargon des musiciens pour signifier "soif d'ouverture"). Sur ce disque apparaissent de nouvelles versions de chansons comme :
- Os teus ollos, avec la collaboration de José Peixoto, du groupe portugais Madredeus.
- En o sagrado en Vigo, chanson de Martín Códax.
- Eu chorei, avec un doigté défendu [réf. nécessaire].

À propos de ce disque elle dit  qu'il est très hétérogène et très varié car elle y joue aussi bien de la musique traditionnelle, de la musique latine, du pop, du funk, du jazz, du blues etc.
En 2007, elle sort Misturado (Mélanges), renouvelant sa collaboration avec Mutenrohi.

## La pianiste de musique de chambre
En 2006 elle a fait une tournée internationale, From Russia To Brazil, Spanish and Latin American songs for Voice and Piano, en accompagnant au piano  la  soliste  canadienne mezzo-soprano Patrice Jegou. En 2008 elle fait une tournée, SOAS, accompagnant au piano Rosa Cedrón, ex-chanteuse de Luar na Lubre.

## Discographie
Cornemuse :
- Tolemia (1999)
- Xilento (2001)
- Misturado (2007)
- The Galician Connection (2010)

Piano :
- From Russia To Brazil, Spanish and Latin American songs for Voice and Piano où elle accompagne au piano la  soliste  mezzo-soprano canadienne Patrice Jegou (2006).